# Valerij Meladze
Valerij Šotaevič Meladze (in russo Валерий Шотаевич Меладзе?; Batumi, 23 giugno 1965) è un cantautore e produttore discografico russo.
Di origini georgiane, è estremamente popolare in Russia e nella CSI, dove viene definito lo Zar delle classifiche.

## Biografia
Nato nel 1965 a Batumi, Unione Sovietica, attualmente Georgia.

## Discografia

### Album
| Sera Zolfo - Release: 1995                                       |
| Posledny romantik L'ultimo romantico - Release: ottobre 1996     |
| Samba belogo motylka Samba della farfalla bianca - Release: 1998 |
| Vsyo tak i bylo Tutto è andato così - Release: 1999              |
| Nega Estasi - Release: 2003                                      |
| Vopreki Sebbene - Release: 2008                                  |

### Compilation
| The Best - Release: 1999                        |
| Nastoyashchee Veramente - Release: Ottobre 2002 |
| Okean Oceano - Release: Gennaio 2005            |
| The Best - Release: 2008                        |

### Live
| Live allo stadio olimpico di Mosca - Release: 1997 |

### Singoli
- Krasivo (1999)
- Belije ptici (2015)
- Moj brat (2015)
- Prošatsja nužno legko (2016)
- Svoboda ili sladkij plen (2017)